# Pandur (jeu de cartes)
Pour les articles homonymes, voir Pandur.
Le Pandur (parfois appelé Bandoure[réf. souhaitée]) est un jeu basé sur les règles du jass, surtout joué en Suisse alémanique.

## Règle du jeu[1]
Le pandur se joue à trois personnes. Seules les cartes du 9 à l'as sont utilisées. Il ne reste alors que 24 cartes en jeu.
A tour de rôle, les joueurs misent le nombre de points qu'ils pensent atteindre. La mise minimum est de 100 points, puis les joueurs peuvent augmenter par étapes de 10 points. Le joueur ayant misé le plus de point choisit l'atout et joue contre les deux autres, qui doivent l'empêcher d'atteindre le nombre de point annoncés. Si aucun joueur ne peut miser 100 points au minimum, les cartes sont remélangées et distribuées.

## Mises
En plus des mises de points, il est possible de faire :
- Une misère : le joueur ne doit pas prendre un seul pli
- Un pandur : le joueur doit avoir tous les plis.

Ces deux variantes peuvent être faites avec ou sans atout (une misère avec atout doit être commencée par un atout).
Si le but est atteint, le joueur reçoit un certain nombre de points (voir ci-dessous) si tel n'est pas le cas, ses deux adversaires reçoivent les points.
La distribution des points se fait comme telle:
| Mises             | Points |
| 100-140           | 2      |
| 150-190           | 3      |
| 200-240           | 4      |
| misère sans atout | 4      |
| misère avec atout | 4      |
| 250-290           | 5      |
| pandur sans atout | 5      |
| 300+              | 6      |
| pandur avec atout | 6      |

## Annonces
Toutes les annonces existantes au jass le sont aussi au pandur.
Si l'annonce d'un des deux adversaires est plus haute que celle du joueur misant, celle-ci ne compte pas et il doit atteindre le nombre de points donné sans annonces.
Les annonces croisés (par exemple : 4 dames et trois cartes, dame, roi, as) ne comptent pas.

## Tricher
Le pandur est le seul jeu de jass où tricher est permis. Si le joueur est pris en flagrant délit de triche (le joueur ne donne pas la bonne couleur par exemple) l'équipe qui triche perd automatiquement la manche.

## But du jeu
Le premier joueur à atteindre 17 points gagne le jeu.
Dans les canton de suisse centrale ou à Zurich il se peut que les joueurs jouent sur 23 points.